# 伊登·布洛林
伊登·布洛林（英語：Eden Brolin，1994年—）是美國女演員和歌手，以出演電視連續劇超過中的查理·辛格（Charlie Singer）和Yellowstone中的米婭（Mia）而聞名。她是演員喬許·布洛林和愛麗絲·阿黛爾（Alice Adair）的女兒。

## 外部連結
- 伊登·布洛林在互联网电影资料库（IMDb）上的資料（英文）